# Shipdham
Shipdham är en ort och civil parish i Storbritannien.   Den ligger i grevskapet Norfolk och riksdelen England, i den sydöstra delen av landet, 140 km nordost om huvudstaden London. Shipdham ligger 65 meter över havet och antalet invånare är 1 984.
Terrängen runt Shipdham är platt. Runt Shipdham är det ganska tätbefolkat, med 100 invånare per kvadratkilometer. Närmaste större samhälle är East Dereham, 6,8 km nordost om Shipdham. Trakten runt Shipdham består till största delen av jordbruksmark.